# Monika Chlebek
Monika Chlebek (ur. 1986 w Krakowie) – polska malarka i rysowniczka.

## Życiorys
Ukończyła w latach 2002–2006 Państwową Ogólnokształcącą Szkołę Sztuk Pięknych, im. Józefa Czapskiego w Krakowie. Studiowała na Wydziale Malarstwa Akademii Sztuk Pięknych im. Jana Matejki w Krakowie w latach 2006–2011. Dyplom otrzymała w 2011 r. w pracowni prof. Leszka Misiaka. Artystka zajmuje się głównie malarstwem, rysunkiem i kolażem.

## Wystawy i nagrody
- 2008 – Przypadek, Klub Drukarnia, Kraków
- 2008 – Mistrz i uczniowie, muzeum,  Tarnowskie Góry
- 2009 –  konsulat niemiecki, Kraków
- 2009 – Moon hostel, Galeria Zderzak, Kraków
- 2010 – Złe sny, Galeria Zderzak, Kraków (indywidualna)
- 2010 – Mambo Spinoza, Galeria Zderzak, Kraków
- 2010 – Moon Hostel and The Moovies, Galeria Manhattan, Łódź
- 2011 – Moon Hostel and The Moovies, Ośrodek Działań Artystycznych, Piotrków Trybunalski
- 2011 – O dziwnych uczuciach, Galeria Zderzak, Kraków
- 2011 – Sojusz Białych Ścian, Galeria Łącznik, Kraków (indywidualna)
- 2011 – Blue Velvet, Pałac w Ryczowie, Ryczów
- 2011 – Mrówka kryje się pod ubraniem, Galeria Zderzak, Kraków (indywidualna)
- 2011 – indywidualna wystawa Deska lżejsza od powietrza, Fundacja Promocji Sztuki Współczesnej, Warszawa
- 2012 – wystawa Artist in residence, Bm:uk, Wiedeń, Austria
- 2012 – wystawa w galerii Yuki – Sis, Tokio, Japonia
- 2012 – Zaczekaj! Nowe nabytki do kolekcji Zderzaka, Galeria Zderzak, Kraków
- 2012 – Opowieści niesamowite, las przy ulicy Polanki 125, Gdańsk
- 2012 – No logo, Galeria Zderzak, Kraków
- 2012 – Poznanie przyrody nie jest przyrodą, Park Jordana, Kraków
- 2012 – Warsztaty Bmw Art Transformy, Teatr Wielki w Warszawie, Warszawa
- 2012 – Id, Cellar Gallery, Kraków
- 2012 – Promocje 2012, Galeria Sztuki w Legnicy (Nagroda Marszałka Województwa Dolnośląskiego)
- 2013 – Ogień Świętego Antoniego (z Dawidem Czyczem) Galeria Łącznik, Kraków[2]
- 2019 – Obrazy niepodobne, Galeria Miejska Arsenał, Poznań[3]